# Pariana parvispica
Pariana parvispica är en gräsart som beskrevs av Richard Walter Pohl. Pariana parvispica ingår i släktet Pariana och familjen gräs. Inga underarter finns listade i Catalogue of Life.